# .sj
.sj je vrhovna internetska domena (country code top-level domain - ccTLD) rezervirana za Svalbard i Jan Mayen. Domena, kojom upravlja UNINETT Norid, trenutno se ne koristi jer su Svalbard i Jan Mayen dio Norveške. Internetske stranice sa Svalbarda imaju .no ili .com domene, dok Jan Mayen nema lokalnog stanovništva.

## Vanjske poveznice
- IANA .sj whois informacija  Arhivirana inačica izvorne stranice od 24. rujna 2006. (Wayback Machine)